# 目金蛛
目金蛛又名眼點金蛛（学名：Argiope ocula）为园蛛科金蛛属的动物。分布于日本、台湾以及中国大陆的四川、湖南、湖南、浙江等地，一般栖息于灌木丛草丛。该物种的模式产地在四川。